# Брезє-при-Требелнем
Брезє-при-Требелнем (словен. Brezje pri Trebelnem) — поселення в общині Мокроног-Требелно, регіон Південно-Східна Словенія, Словенія.